# Кіп Колві
Кіп Колві (англ. Kip Colvey, нар. 15 березня 1994, Лігуе) — колишній новозеландський футболіст, що грав на позиції захисника.
Виступав, зокрема, за «Сан-Хосе Ерзквейкс» та «Колорадо Репідс», а також національну збірну Нової Зеландії.

## Клубна кар'єра

### Ранні роки
Колві народився 15 березня 1994 на Гаваях (США), але виріс в Новій Зеландії. Він здобув освіту в коледжі Нельсона, перш ніж переїхати до Крайстчерча, де він відвідував Азійсько-Тихоокеанську футбольну академію.
Між 2012 і 2015 роками Колві навчався у США і виступав за університетську команду Політехнічного Університету штату Каліфорнія «Кел Полі Мустангс». Під час літніх міжсезонь в коледжах 2013 і 2014 років він також грав за клуб «Вентура Каунті Ф'южн» в Premier Development League, четвертому дивізіоні США.

### «Сан-Хосе Ерзквейкс»
19 січня 2016 року на Супердрафті MLS Кіп був обраний під 49-м номером клубом «Сан-Хосе Ерзквейкс». Клуб уклав з ним контракт 4 березня, 13 березня він дебютував за «Квейкс», відігравши всі 90 хвилин у матчі з «Портленд Тімберс». Не ставши основним гравцем, Колві віддавався в оренду в афілійовані з «Ерзквейкс» клуби United Soccer League: у сезоні 2016 — в «Сакраменто Репаблік», в сезоні 2017 — в «Ріно 1868». По закінченні сезону 2017 «Сан-Хосе Ерзквейкс» не стали продовжувати контракт з гравцем.

### «Колорадо Репідс»
13 грудня 2017 року на Драфті відмов MLS Колві був обраний клубом «Колорадо Репідс», чиїм головним тренером був призначений Ентоні Гадсон, який перед цим тренував збірну Нової Зеландії. Його дебют в «Репідс» відбувся 7 квітня 2018 року в матчі проти «Далласа». 13 липня Колві був відданий в оренду в клуб USL «Колорадо-Спрінгз Свічбекс». За «Свічбекс» він дебютував 14 липня в матчі проти «Сакраменто Репаблік». По закінченні сезону 2018 «Колорадо Репідс» не стали продовжувати контракт з Колві.
У листопаді 2018 року Кіп Колві оголосив про завершення футбольної кар'єри.

## Виступи за збірні
2011 року дебютував у складі юнацької збірної Нової Зеландії (U-17), загалом на юнацькому рівні взяв участь у 3 іграх.
2015 року залучався до складу молодіжної збірної Нової Зеландії. На молодіжному рівні зіграв у 2 офіційних матчах.
12 травня 2016 року Колві був включений в заявку національної збірної Нової Зеландії на матчі Кубка націй ОФК 2016 у Папуа Новій Гвінеї. На цьому турнірі Кіпі дебютував за збірну 27 травня в переможній грі зі збірної Фіджі (3:1). Зігравши загалом на турнірі у чотирьох іграх він здобувши з командою титул переможця турніру
Наступного року у складі збірної Колві брав участь у розіграші Кубка конфедерацій 2017 року у Росії. На турнірі він зіграв лише в матчі-відкриття 17 червня проти збірної Росії (0:2), а збірна не вийшла в плей-оф. 
Всього протягом кар'єри у національній команді, яка тривала 2 роки, провів у її формі 15 матчів.

## Статистика

### Клубна
| Виступи                              | Виступи           | Виступи           | Ліга | Ліга | Плей-оф | Плей-оф | Кубок | Кубок | ЛЧ КОНКАКАФ | ЛЧ КОНКАКАФ | Всього | Всього |
| Клуб                                 | Ліга              | Сезон             | Ігри | Голи | Ігри    | Голи    | Ігри  | Голи  | Ігри        | Голи        | Ігри   | Голи   |
| ------------------------------------ | ----------------- | ----------------- | ---- | ---- | ------- | ------- | ----- | ----- | ----------- | ----------- | ------ | ------ |
| «Сан-Хосе Ерзквейкс»                 | MLS               | 2016              | 4    | 0    | —       | —       | 0     | 0     | —           | —           | 4      | 0      |
| «Сан-Хосе Ерзквейкс»                 | MLS               | 2017              | 0    | 0    | —       | —       | 1     | 0     | —           | —           | 1      | 0      |
| «Сан-Хосе Ерзквейкс»                 | Всього            | Всього            | 4    | 0    | —       | —       | 1     | 0     | —           | —           | 5      | 0      |
| «Сакраменто Репаблік» (оренда)       | USL               | 2016              | 6    | 0    | —       | —       | —     | —     | —           | —           | 6      | 0      |
| «Сакраменто Репаблік» (оренда)       | Всього            | Всього            | 6    | 0    | —       | —       | —     | —     | —           | —           | 6      | 0      |
| «Ріно 1868» (оренда)                 | USL               | 2017              | 10   | 0    | 0       | 0       | —     | —     | —           | —           | 10     | 0      |
| «Ріно 1868» (оренда)                 | Всього            | Всього            | 10   | 0    | 0       | 0       | —     | —     | —           | —           | 10     | 0      |
| «Колорадо Репідс»                    | MLS               | 2018              | 3    | 0    | —       | —       | 0     | 0     | 0           | 0           | 3      | 0      |
| «Колорадо Репідс»                    | Всього            | Всього            | 3    | 0    | —       | —       | 0     | 0     | 0           | 0           | 3      | 0      |
| «Колорадо-Спрінгз Свічбекс» (оренда) | USL               | 2018              | 3    | 0    | —       | —       | —     | —     | —           | —           | 3      | 0      |
| «Колорадо-Спрінгз Свічбекс» (оренда) | Всього            | Всього            | 3    | 0    | —       | —       | —     | —     | —           | —           | 3      | 0      |
| Всього за кар'єру                    | Всього за кар'єру | Всього за кар'єру | 26   | 0    | 0       | 0       | 1     | 0     | 0           | 0           | 27     | 0      |

Источники: Soccerway [Архівовано 24 вересня 2020 у Wayback Machine.], Transfermarkt [Архівовано 14 грудня 2019 у Wayback Machine.], MLSsoccer.com [Архівовано 16 липня 2020 у Wayback Machine.]

### Збірна
| Команда       | Рік   | Ігор | Голів |
| ------------- | ----- | ---- | ----- |
| Нова Зеландія |       |      |       |
| 2016          | 7     | 0    |       |
| 2017          | 8     | 0    |       |
| Всего         | Всего | 15   | 0     |

Джерело: National Football Teams [Архівовано 19 липня 2020 у Wayback Machine.]

## Досягнення
- Переможець Юнацького чемпіонату ОФК: 2011
- Володар Кубка націй ОФК: 2016